# جون أوليفر (سياسي بريطاني)
جون أوليفر (بالإنجليزية: John Oliver)‏ هو سياسي بريطاني، ولد في 14 أبريل 1935. انتخب Bishop of Hereford ‏ وانتخب أسقف.